# یواس‌اس بلمی (اس‌اس-۳۲۴)
یواس‌اس بلمی (اس‌اس-۳۲۴) (به انگلیسی: USS Blenny (SS-324)) یک زیردریایی بود که طول آن ۳۱۱ فوت ۹ اینچ (۹۵٫۰۲ متر) بود. این زیردریایی در سال ۱۹۴۴ ساخته شد.